# Хоу Явень
Хоу Явень (9 вересня 1998) — китайська плавчиня. Учасниця літніх Олімпійських ігор 2016, де в попередніх запливах на дистанції 800 метрів вільним стилем посіла 11-те місце і не потрапила до фіналу.